# Maytenus jamesonii
Maytenus jamesonii är en benvedsväxtart som beskrevs av Briq. Maytenus jamesonii ingår i släktet Maytenus och familjen Celastraceae. Inga underarter finns listade.